# Huolingol
Huolingol (chiń. 霍林郭勒; pinyin Huòlínguōlè) – miasto na prawach powiatu w północno-wschodnich Chinach, w regionie autonomicznym Mongolia Wewnętrzna, w prefekturze miejskiej Tongliao. W 1999 roku liczba mieszkańców miasta wynosiła 65 452.